# Chilton (Wisconsin)
Pour les articles homonymes, voir Chilton.
La ville de Chilton est le siège du comté de Calumet, dans l’État du Wisconsin, aux États-Unis. Sa population s’élevait à 3 933 habitants lors du recensement de 2010.

## Galerie photographique

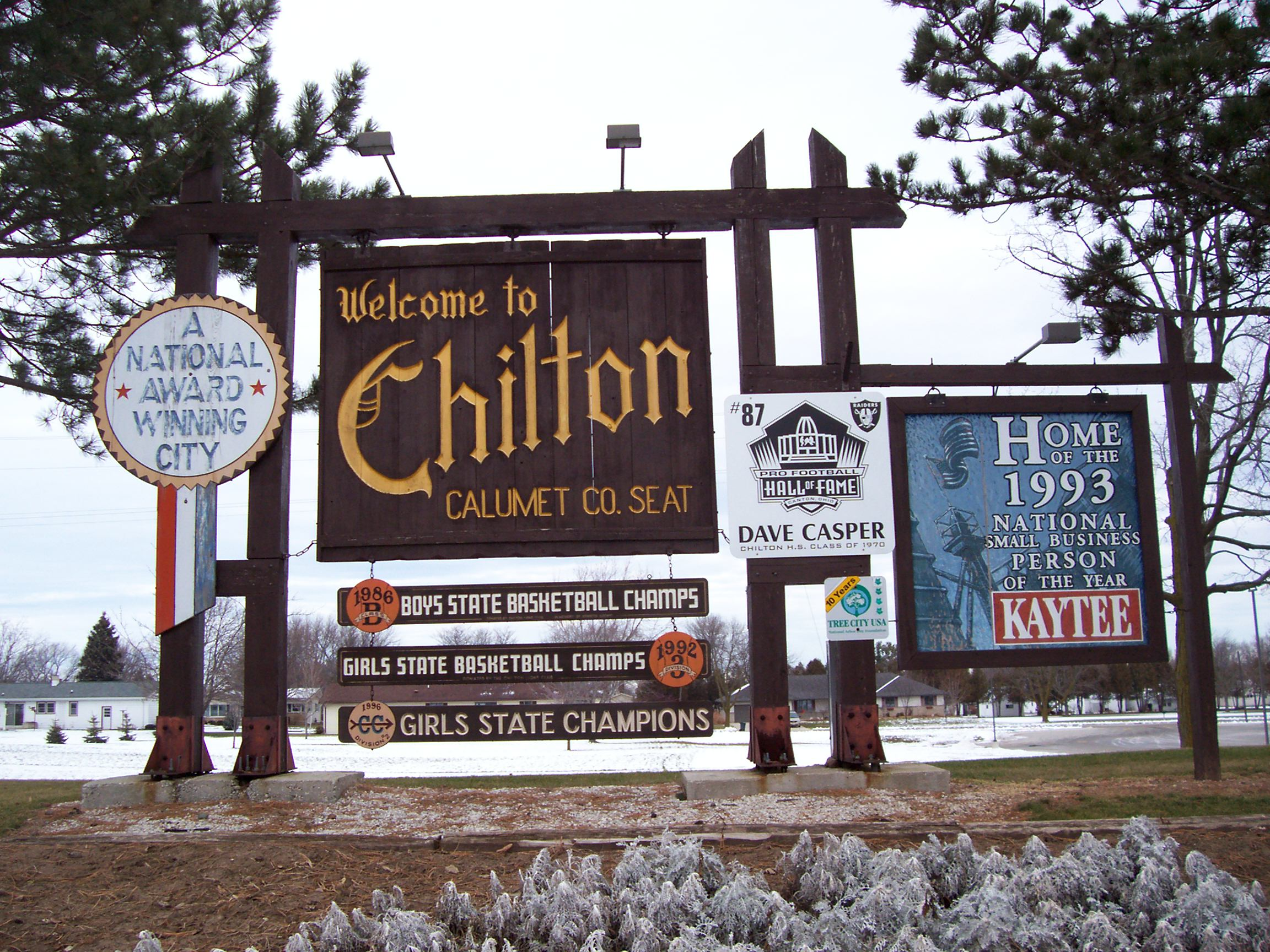
Welcome sign
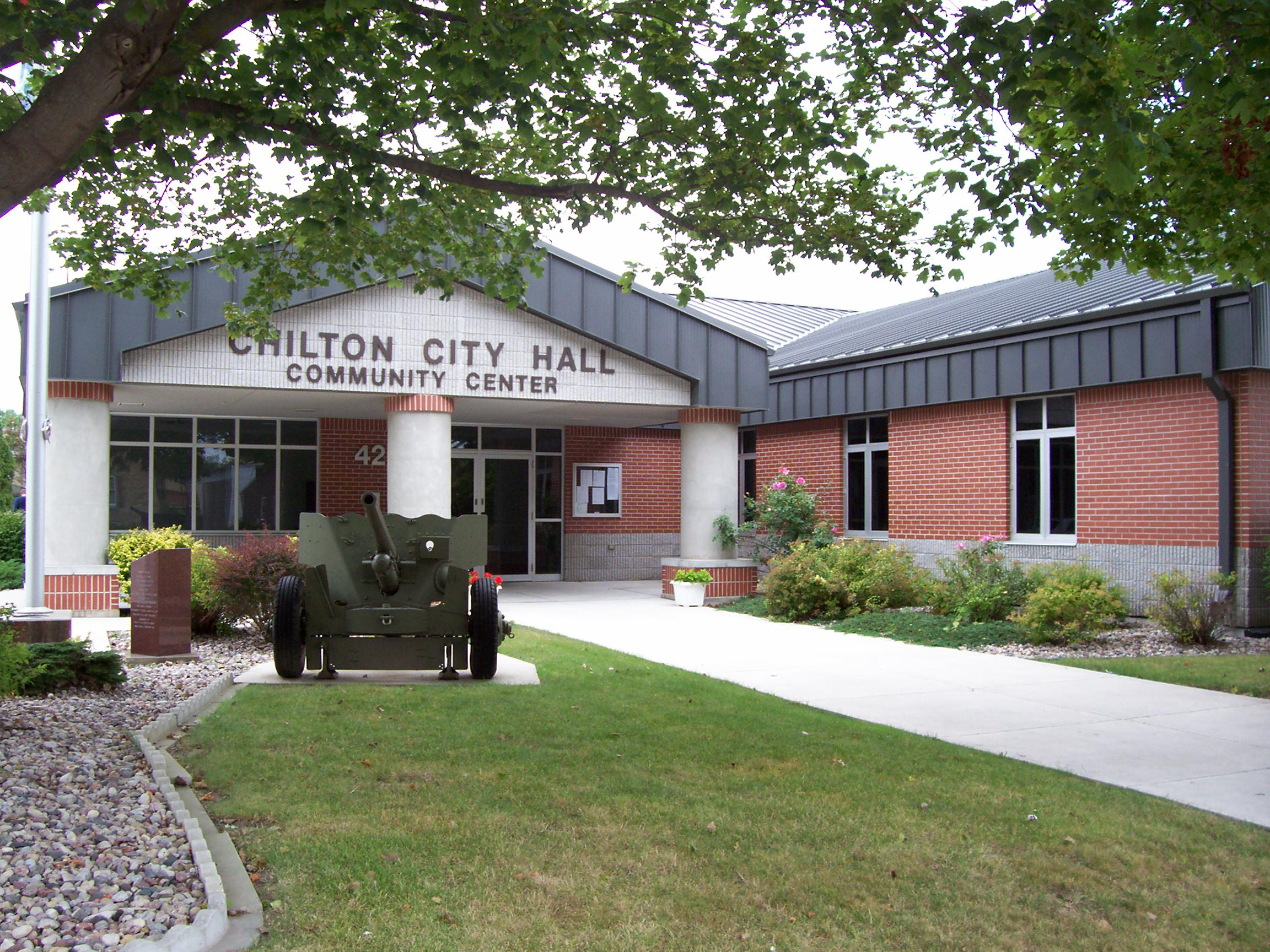
Chilton Community Center
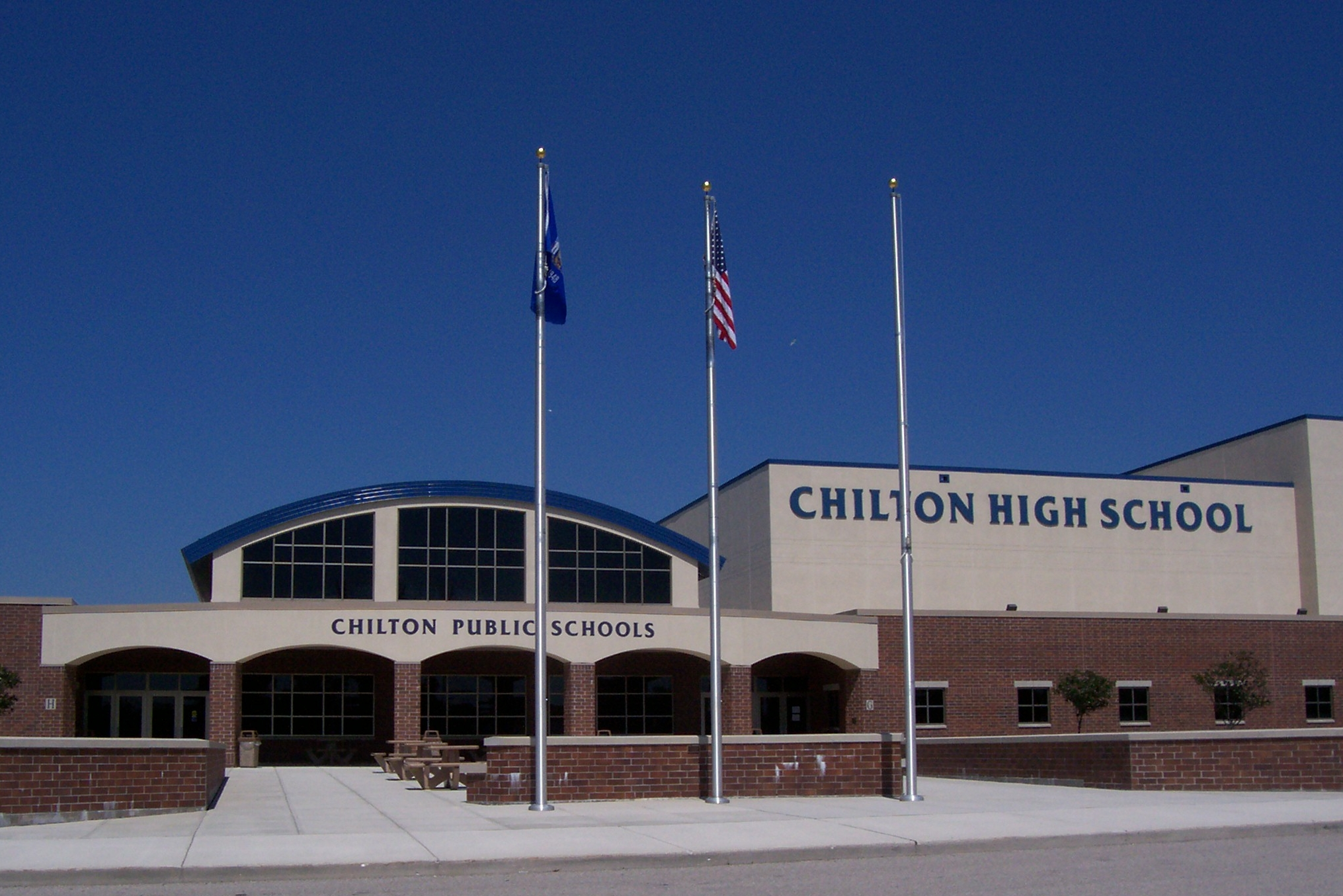
Chilton High School
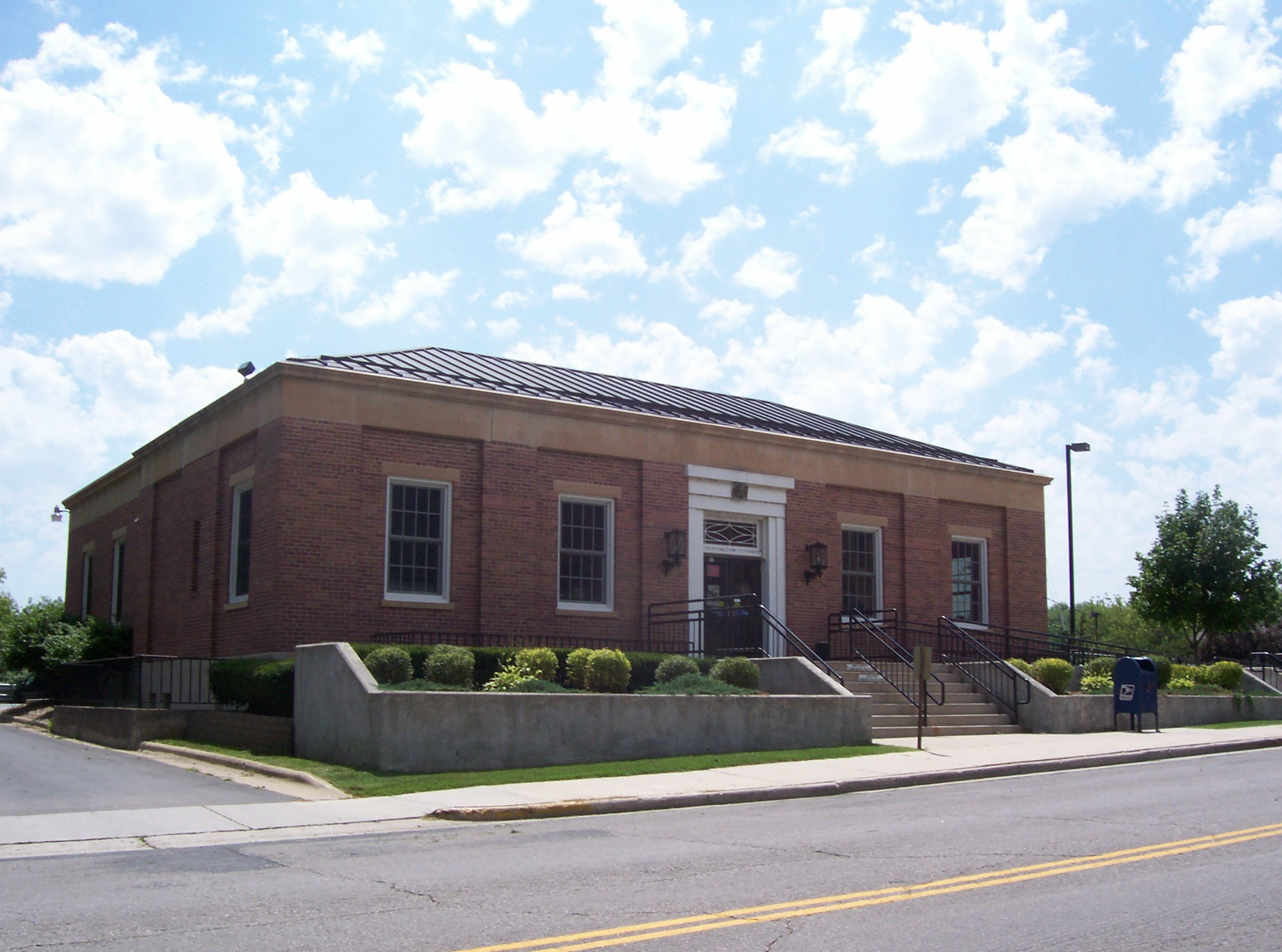
Chilton Post Office
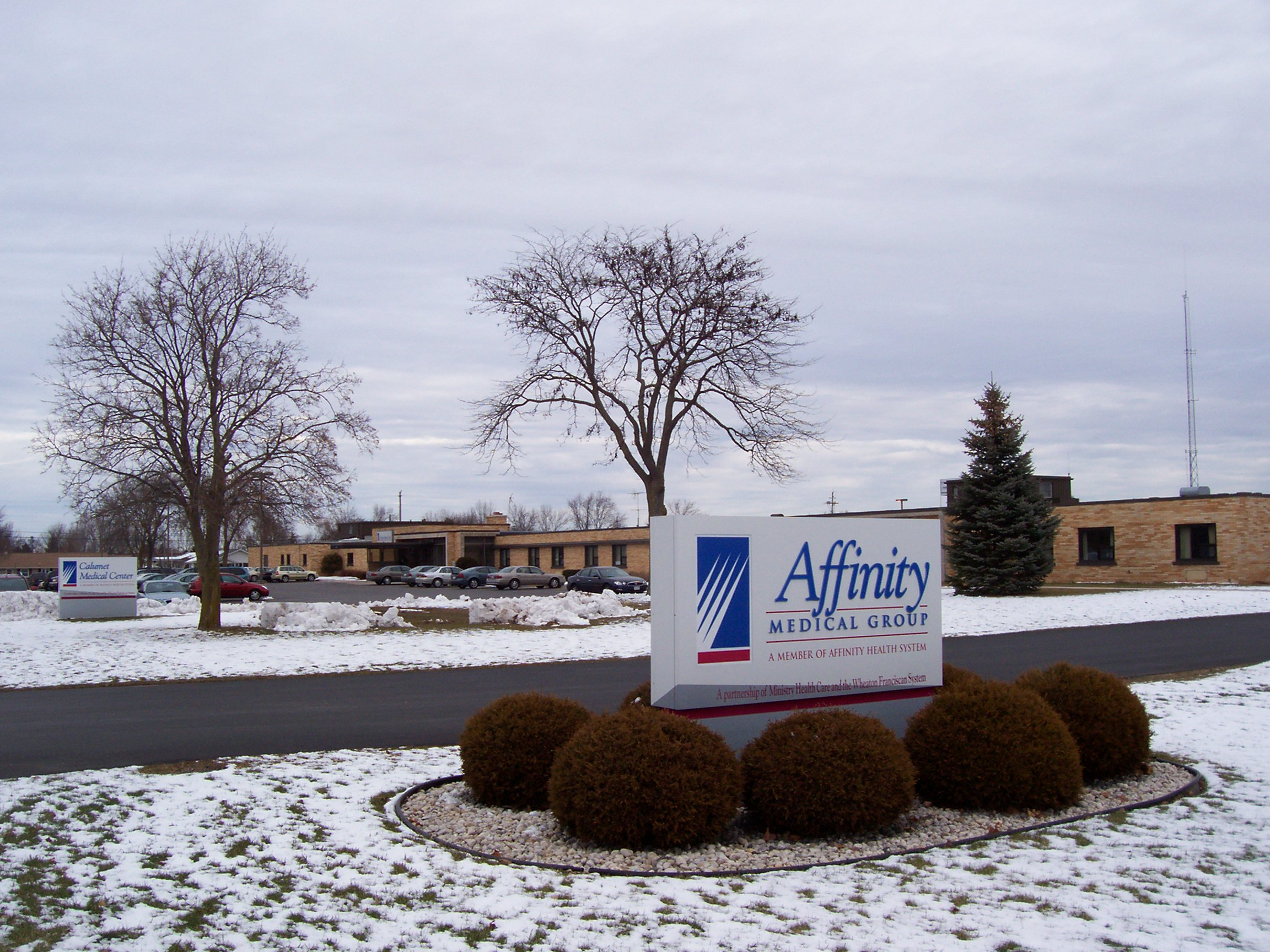
Calumet Medical Center

## Source
- (en) Cet article est partiellement ou en totalité issu de l’article de Wikipédia en anglais intitulé « Chilton, Wisconsin » (voir la liste des auteurs).